# Калевисте, Кустас Юрьевич
Кустас Юрьевич Калевисте (эст. Kustas Kaleviste; 15 ноября 1893, Майдла, Кулламаа, Ляэнемаа, Эстляндская губерния — дата смерти неизвестна) — крестьянин, депутат Верховного совета СССР 2-го созыва.

## Биография
По состоянию на 1946 год жил в волости Кулламаа района Ляэнемаа, занимался крестьянским хозяйством. Кандидат в члены ВКП(б). Не имел образования и не владел русским языком. В год перед выборами имел лучшие показатели по сдаче зерна государству, за что был поощрён выдвижением в депутаты.
В 1946 году избран депутатом Верховного совета СССР[уточнить] 2-го созыва (1946—1950) от избирательного округа Хаапсалу.
Дальнейшая судьба неизвестна.

## Семья
Ранее носил фамилию Кокков. Был женат на Анне Калевисте (Воккен), четверо детей. Один из сыновей, Херберт (1920—1941) воевал в Красной Армии и погиб в октябре 1941 года на острове Сааремаа.